# Duga Gora
Duga Gora is een plaats in de gemeente Generalski Stol in de Kroatische provincie Karlovac. De plaats telt 114 inwoners (2001).